# Todiltia
Todiltia es un género extinto de peces actinopterigios prehistóricos. Fue descrito por Schaeffer and Patterson en 1984.
Se tienen registros de que habitó en los Estados Unidos, en Nuevo México y Colorado.